# Nothobranchius lourensi
Nothobranchius lourensi är en fiskart som beskrevs av Wildekamp, 1977. Nothobranchius lourensi ingår i släktet Nothobranchius och familjen Nothobranchiidae. IUCN kategoriserar arten globalt som sårbar. Inga underarter finns listade i Catalogue of Life.